# Alfonz
Az Alfonz germán eredetű férfinév, elemeinek jelentése: nemes + kész, hajlandó. Női párja: Alfonza, Alfonzin és Alfonzina.

## Gyakorisága
Az 1990-es években szórványosan fordult elő, a 2000-es és a 2010-es években nem szerepel a 100 leggyakoribb férfinév között.
A teljes népességre vonatkozóan a 2000-es és a 2010-es években az Alfonz nem szerepelt a 100 leggyakrabban viselt férfinév között.

## Névnapok
- január 23.[2]
- augusztus 1.[2]
- augusztus 2.[2]
- október 30.[2]
- október 31.[2]

## Híres Alfonzok
„Alfonz” utónevű személyek szócikkeinek listája a Wikidata alapján